# Christos Pachtas
Christos Pachtas (Grieks: Χρήστος Πάχτας) (Arnaia, 1951) is een Grieks politicus.
Pachtas volgde de lagere en middelbare school in Vlaanderen. Daarna studeerde hij scheikunde aan de Université libre de Bruxelles en werkte er als wetenschappelijk medewerker. Hij keerde vervolgens terug naar Griekenland.
Hij was onder andere lid van de Raad van Europa en onderminister van Economie en Financiën. Hij was betrokken bij de organisatie van de Olympische Spelen van 2004 in Athene. In 2011 werd hij burgemeester in zijn geboortedorp Arnaia, een deelgemeente van de fusiegemeente Aristotelis in Centraal-Macedonië. 